# Солдатське (Горшеченський район)
Солдатське (рос. Солдатское) — село в Горшеченському районі Курської області Російської Федерації.
Населення становить 307 осіб. Входить до складу муніципального утворення Солдатська сільрада.

## Історія
Населений пункт розташований на території українського етнічного та культурного краю Східна Слобожанщина.
Від 2004 року входить до складу муніципального утворення Солдатська сільрада.

## Населення
| 2002 | 2010 |
| ---- | ---- |
| 394  | ↘307 |